# Винсент, Ричард
Ричард Фредерик Винсент, барон Винсент Коулсхиллский (англ. Richard Frederick Vincent, Baron Vincent of Coleshill; 23 августа 1931 — 8 сентября 2018) — британский военачальник, фельдмаршал (1991).

## Биография
Окончил колледж в графстве Хартфордшир в 1951 году.

### Служба на офицерских должностях
С 1951 года служил в Британских Вооружённых Силах. Поступил в Королевскую артиллерию, проходил службу в войсках в метрополии и в Британской Рейнской Армии на территории ФРГ. С 1960 года - в центре радарных исследований. В 1965 году окончил армейский колледж в Кэмберли. С 1965 года служил в британских войсках в Малайзии, командовал артиллерийской батареей. С 1968 года проходил службу в аппарате Министерства обороны Великобритании. С 1970 года командовал 12-м лёгким полком противовоздушной обороны в Западной Германии, некоторое время служил в Северной Ирландии. С 1972 года преподаватель в армейском колледже в Кэмберли. С 1973 года — директор военных исследований в Королевском военно-научном колледже в Шривенхэме.

### Служба на генеральских должностях
С 1975 года — командир 19-й лёгкой аэромобильной бригады. С 1979 года служил в секретариате Министерства обороны. С 1980 года — директор Колледжа военно-научных исследований. С 1981 года — начальник Королевской инженерной ремонтно-восстановительной службы в Британской Армии. С 1983 года — начальник артиллерийско-технической службы Британской Армии.
С октября 1987 по март 1991 года — первый заместитель начальника Штаба Вооружённых Сил (Штаба Обороны) Великобритании. С апреля 1991 года по декабрь 1992 года — начальник Штаба Вооружённых Сил (Штаба Обороны) Великобритании, что является высшей военной должностью в Великобритании. Произведен в фельдмаршалы 2 апреля 1992 года.

### После военной службы
С 1996 года — в отставке. При выходе в отставку возведён в пожизненные пэры (с титулом барон Винсент оф Колешилл). С января 1993 по 1996 годы являлся председателем Военного комитета НАТО. На этом посту проявил себя ревностным сторонником идеи расширения НАТО на восток. С целью подготовки вступления новых государств в альянс за три года работы на этом посту совершил десятки официальных и неофициальных визитов, посетил практически все страны Восточной Европы, а также Россию, Украину, страны Балтии. При его активном участии было принято решение о начале подготовки к принятию в НАТО первых восточноевропейских государств — Польши, Чехии, Венгрии.
До 2010 года — канцлер университета Кренфилд.

## Воинские звания
| второй лейтенант                   | 7 июля 1951     |
| лейтенант                          | 13 марта 1953   |
| капитан                            | 28 августа 1958 |
| майор                              | 23 августа 1965 |
| подполковник (лейтенант-полковник) | 30 июня 1970    |
| полковник                          | 30 июня 1974    |
| бригадир                           | 30 июня 1975    |
| генерал-майор                      | 1 апреля 1980   |
| генерал-лейтенант                  | 1 сентября 1983 |
| генерал                            | 3 ноября 1982   |
| фельдмаршал                        | 2 апреля 1992   |

## Награды
- Рыцарь Большого Креста ордена Британской империи (GBE, 1990)
- Рыцарь-командор ордена Бани (GCB, 1984)
- Кавалер ордена «За выдающиеся заслуги» (DSO, 1972)